# Pew Research Center
Pew Research Center je nestranný americký think tank (označuje se jako „fakt tank“) sídlící ve Washingtonu, D.C.
Poskytuje informace o sociálních problémech, veřejném mínění a demografických trendech utvářejících Spojené státy a svět. Provádí také průzkumy veřejného mínění, demografické výzkumy, náhodně volá lidem prostřednictvím jejich mobilních telefonů a čísel pevných linek, obsahovou analýzu a další empirické výzkumy sociálních věd.
Pew Research Center nezaujímá politické postoje a je dceřinou společností The Pew Charitable Trusts.

## Dějiny
V roce 1990 společnost Times Mirror Company založila Times Mirror Center for the People & the Press jako výzkumný projekt, jehož úkolem bylo provádět průzkumy v politice. Andrew Kohut se stal v roce 1993 jeho ředitelem a The Pew Charitable Trusts se stal v roce 1996 jeho hlavním sponzorem, kdy byl přejmenován na Pew Research Center for the People & the Press.
V roce 2004 trust založil Pew Research Center ve Washingtonu, D.C. V roce 2013 Kohut odstoupil z funkce prezidenta a stal se zakládajícím ředitelem a Alan Murray se stal druhým prezidentem centra. V říjnu 2014 byl prezidentem jmenován Michael Dimock, 14letý veterán z Pew Research Center.

## Financování
Pew Research Center je nezisková, od daně osvobozená organizace 501(c)(3) a dceřiná společnost The Pew Charitable Trusts, jejího hlavního sponzora. Pro své studie zaměřené na demografii náboženství ve světě bylo Pew Research Center společně financováno Templeton Foundation.

## Oblasti výzkumu

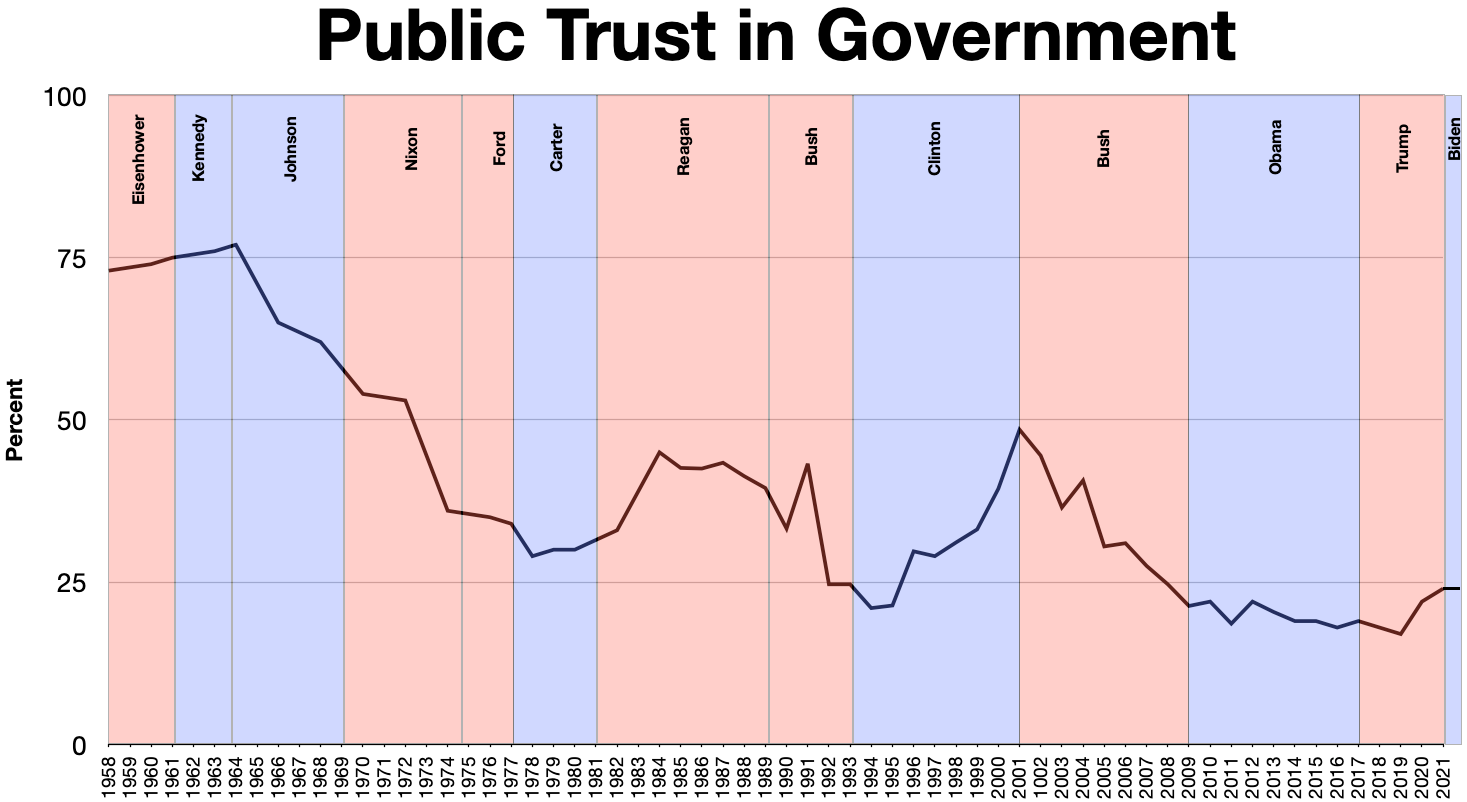
Důvěra veřejnosti ve vládní průzkum

Výzkum centra zahrnuje následující oblasti:
- Politika USA
- Žurnalistika a média
- Internet a technologie
- Věda a společnost
- Rasa a etnikum
- Náboženství a veřejný život
- Globální postoje a trendy
- Sociální a demografické trendy v USA

## Zprávy
Výzkumníci z Pew Research Center každoročně pročesávají veřejně dostupné zdroje informací a publikace. Pew Research Center zveřejnilo svou 10. výroční zprávu o globálních omezeních náboženství jako součást projektu Pew-Templeton Global Religious Futures, financovaného The Pew Charitable Trusts a John Templeton Foundation. Výroční zpráva se zabývala událostmi, které se odehrály zhruba 18 měsíců až dva roky před jejím zveřejněním. Zatímco předchozí zprávy se zaměřovaly na meziroční změny, tato zpráva poskytuje širší pohled na trend v jednotlivých regionech a ve 198 zemích a územích. Zpráva dokumentuje, jak se od roku 2007 do roku 2017 změnila a zvýšila vládní omezení náboženství. Podle zprávy jsou zákony a politiky omezující náboženskou svobodu a vládní zvýhodňování náboženských skupin dva typy omezení, které byly nejrozšířenější. Trendy naznačují, že náboženská omezení rostou po celém světě, ale ne tak rovnoměrně ve všech zeměpisných oblastech.
Oblastí výzkumu je rovněž situace náboženské víry ve světě, jejích podob a proměn spirituality.